# William C. Campbell (golfer)
William Cammack Campbell (Huntington, West Virginia, 5 mei 1923 – Lewisburg (West Virginia), 30 augustus 2013) , ook bekend als Bill Campbell of William C. Campbell, was een amateurgolfer uit de Verenigde Staten.

## Carrière
Campbell studeerde geschiedenis aan de Princeton Universiteit, maar zijn studie werd onderbroken door de Tweede Wereldoorlog. Hij diende in het Amerikaanse leger en studeerde in 1947 af.
Campbell zat vele jaren in het bestuur van de Amerikaanse Golfers Associatie (USGA), van 1962-1065 en van 1977-1984 als bestuurslid, van 1978-1979 als penningmeester, van 1980-1981 als vicevoorzitter en van 1982-1983 als voorzitter. Daarna werd hij als derde Amerikaan voorzitter van The Royal and Ancient Golf Club of St Andrews.

## Golf
Campbell heeft 33 keer het US Amateur gespeeld in de periode tussen 1941 en 1977, en het toernooi in 1964 gewonnen. Hij heeft zestien keer aan de Masters meegedaan en acht keer alle vier rondes mogen spelen. Zijn beste resultaat was een 36ste plaats in 1955 en in 1966.

#### Finalist
- 1952: Canadees Amateur, hij verloor van de Amerikaan Larry Bouchery.
- 1954: Brits Amateur, hij verloor van de Australiër Douglas Bachli.
- 1954: Canadees Amateur, hij verloor van de Amerikaan Harvie Ward.
- 1965: Canadees Amateur, hij verloor van de Amerikaan Bunky Henry.

#### Gewonnen
- 1941: Eastern Interscholastic Champion
- 1943: Eastern Intercollegiate Champion
- 1946: Eastern Intercollegiate Champion
- 1948: Tam O'Shanter World Amateur
- 1949: Tam O'Shanter World Amateur, West Virginia Amateur
- 1950: West Virginia Open, North and South Amateur, West Virginia Amateur
- 1951: West Virginia Amateur
- 1953: West Virginia Open, North and South Amateur
- 1955: West Virginia Open, West Virginia Amateur
- 1956: Mexican Amateur
- 1957: North and South Amateur, West Virginia Amateur
- 1959: West Virginia Amateur
- 1962: West Virginia Amateur
- 1964: US Amateur
- 1965: West Virginia Amateur
- 1967: Ontario Amateur, North and South Amateur, West Virginia Amateur
- 1968: West Virginia Amateur
- 1970: West Virginia Amateur
- 1972: West Virginia Amateur
- 1973: West Virginia Amateur
- 1974: West Virginia Amateur
- 1975: West Virginia Amateur
- 1979: US Senior Amateur
- 1980: US Senior Amateur

#### Teams
- Walker Cup: 8x tussen 1951 en 1975, in 1955 was hij captain

In 1991 werd hij onderscheiden met de Old Tom Morris Award.